# Cal·litríquids
Els cal·litríquids (Callitrichidae) són una de les cinc famílies de micos del Nou Món. La família inclou diversos gèneres, incloent-hi moltes espècies anomenades «titís». Durant uns anys, aquest grup de primats fou considerat una subfamília (Callitrichinae) de la família dels cèbids.